# Pieni-Telkko (ö, lat 62,90, long 27,76)
Pieni-Telkko är en ö i Finland. Den ligger i sjön Kallavesi och i sjön Kallavesi och i  kommunen Kuopio i den ekonomiska regionen  Kuopio ekonomiska region  och landskapet Norra Savolax, i den centrala delen av landet, 300 km nordost om huvudstaden Helsingfors. Öns area är 7 hektar och dess största längd är 0,5 kilometer i öst-västlig riktning.